# Minneapolis, Kansas
Minneapolis är administrativ huvudort i Ottawa County i Kansas. Enligt 2020 års folkräkning hade Minneapolis 1 946 invånare.